# Soulja Boy
DeAndre Cortez Way (Atlanta, Georgia, 28. srpnja 1990.) poznatiji kao Soulja Boy Tell 'Em, ili jednostavnije Soulja Boy, američki je reper i producent.

## Diskografija
- Souljaboytellem.com (2007.)
- iSouljaBoyTellem (2008.)
- The DeAndre Way (2010.)
- King Soulja 3 (2014.)
- Loyalty (2015.)
- Best to Ever Do It (2018.)
- Young Draco (2018.)
- Big Draco (2021.)
- Big Draco 2 (2021.)

## Turneje
- Americas Most Wanted (2009.)
- Who They Want (2011.)

## Nagrade i nominacije
- BET Awards
  - 2007: Best New Artist (Nominiran)
  - 2008: Viewer's Choice Award: "Crank That (Soulja Boy)" (Nominiran)
  - 2009: Viewer's Choice Award: "Kiss Me Thru the Phone" (Nominiran)

- BET Hip-Hop Awards
  - 2007: Best Hip-Hop Dance (Osvojio)

- Grammy Awards
  - 2008: Best Rap Song: "Crank That (Soulja Boy)" (Nominiran)

- Ozone Awards
  - 2007: Patiently Waiting: Mississippi (Osvojio)
  - 2008: Best Breakthrough Artist (Nominiran)
  - 2008: TJ's DJ's Tastemaker Award (Nominiran)

- Nickelodeon Kids' Choice Awards
  - 2007: Favorite Male Singer (Nominiran)

- Teen Choice Awards
  - 2009: Choice Music: Rap Artist  (Nominiran)
  - 2009: Choice Music: R&B Track for "Kiss Me Thru the Phone"  (Nominiran)
  - 2009: Choice Music: Hook Up for "Kiss Me Thru the Phone"   (Nominiran)
  - 2009: Choice Music: Artist   (Nominiran)

## Vanjske poveznice
- Službena stranica  Arhivirana inačica izvorne stranice od 24. studenoga 2010. (Wayback Machine)
- Soulja Boy na Internet Movie Databaseu